# 普拉杜
普拉杜（葡萄牙語：Prado）是巴西巴伊亚州的一个市镇。总面积1664.536平方公里，总人口21530人，人口密度12.9人/平方公里。